# Duroia
Duroia es un género  de plantas con flores perteneciente a la familia Rubiaceae. Comprende 69 especies descritas y de estas, solo 38 aceptadas.

## Descripción
Son árboles o arbustos inermes, terrestres, dioicos, generalmente con ramificación simpodial. Hojas opuestas, isofilas a veces anisofilas, sin domacios o con la base hinchada en sacos donde viven hormigas; nervadura menor no lineolada; estípulas interpeciolares e intrapeciolares, caliptradas, ovoides a elipsoidales o cónicas, circuncísiles, caducas, en general densamente estrigosas a hirsutas. Inflorescencias estaminadas terminales, subcapitadas, tirsoides o corimbiformes, 3-multifloras, bracteadas, sésiles a pedunculadas. Flores estaminadas pediceladas; limbo calicino truncado a 5-9-lobado, sin calicofilos; corola hipocraterimorfa a infundibuliforme, blanca a blanco-color crema, en el exterior generalmente seríceo-pelosa, los lobos 5-9, convolutos, sin apéndices; estambres 5-9, incluidos a exertos, las anteras dorsifijas, sésiles a subsésiles; pistilodio presente, similar al estilo y el estigma de las flores pistiladas, brevemente exerto o incluido. Flores pistiladas terminales, solitarias o en grupos de 2 o 3, generalmente sin brácteas, pediceladas a subsésiles; limbo calicino similar al estaminado; corola similar a la estaminada o a veces más grande; estaminodios presentes, incluidos a parcialmente exertos, con anteras reducidas y abortivas; estigmas claviformes, cortamente 2-4-lobados, parcialmente exertos o incluidos; ovario generalmente 1-locular, placentación parietal con las 5-6 placentas casi juntas en el centro del ovario, los óvulos numerosos, 2-seriados. Frutos en bayas, subglobosas a elipsoidales, rojas, pardas o negruzcas, con el pericarpo coriáceo a leñoso, liso o a veces suberoso, glabro a hirsuto, con varias células debido a la fusión de las placentas, la pulpa carnosa a gelatinosa; semillas numerosas, horizontales, elipsoidales a subcirculares, comprimidas, lisas.

## Fitoquímica
Duroia presenta diversos éteres metílicos del flavonoide robinetina. Se han reportado epicatequinas como la 2α,3α-epoxi-5,7,3’,4’-tetrahidroxiflavan-(4β-->8)-epicatequina
|            |                                                                |
| Robinetina | 2α,3α-epoxi-5,7,3’,4’-tetrahidroxiflavan-(4β-->8)-epicatequina |

La ciclopentafuranocromona duroína fue aislada de las raíces de D.hirsuta.
Estudios del extracto metanólico de las hojas de D. macrophylla condujeron al aislamiento de los alcaloides indólicos 9-metoxiajmalicina y 10-metoxiajmalicina (cabucina)

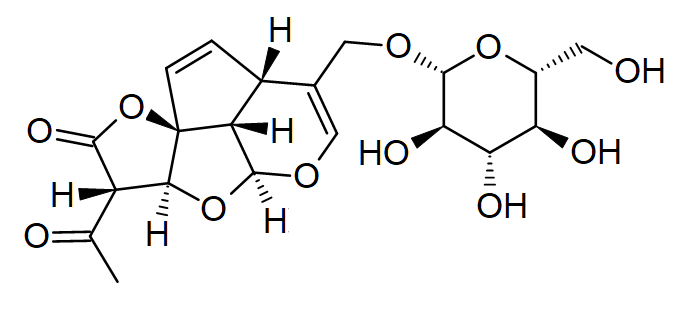
Duroína

## Taxonomía
El género fue descrito por Carlos Linneo el Joven y publicado en Supplementum Plantarum 30. 1781[1782]. La especie tipo es: Duroia eriophila

## Especies aceptadas
A continuación se brinda un listado de las especies del género Duroia aceptadas hasta mayo de 2015, ordenadas alfabéticamente. Para cada una se indica el nombre binomial seguido del autor, abreviado según las convenciones y usos.	
- Duroia amapana Steyerm.
- Duroia aquatica (Aubl.) Bremek.
- Duroia bolivarensis Steyerm.
- Duroia costaricensis Standl.
- Duroia duckei Huber
- Duroia eriopila L.f.
- Duroia fusifera Spruce ex K.Schum.
- Duroia genipoides Spruce ex K.Schum.
- Duroia gransabanensis Steyerm.
- Duroia hirsuta (Poepp.) K.Schum.
- Duroia hirsutissima Steyerm.
- Duroia kotchubioides Steyerm.
- Duroia laevis Devia Perss. & C.M.Taylor
- Duroia longiflora Ducke
- Duroia longifolia (Poepp.) K.Schum.
- Duroia macrophylla Huber
- Duroia maguirei Steyerm.
- Duroia martiniana (Miers) Bremek.
- Duroia melinonii Standl.
- Duroia merumensis Steyerm.
- Duroia micrantha (Ladbr.) Zarucchi & J.H.Kirkbr.
- Duroia nitida Steyerm.
- Duroia palustris Ducke
- Duroia paraensis Ducke
- Duroia paruensis Steyerm.
- Duroia petiolaris Spruce ex K.Schum.
- Duroia plicata Benoist
- Duroia prancei Steyerm.
- Duroia retrorsipila Steyerm.
- Duroia saccifera (Mart. ex Schult. & Schult.f.) K.Schum.
- Duroia sancti-ciprianii Devia Perss. & C.M.Taylor
- Duroia soejartoi D.R.Simpson
- Duroia steinbachii Standl.
- Duroia strigosa Steyerm.
- Duroia trichocarpa Standl.
- Duroia triflora Ducke
- Duroia valesca C.H.Perss. & Delprete
- Duroia velutina Hook.f. ex K.Schum.